# Tocwogh
Tocwogh (Tockwogh) /od p'tukweu skraćeno na tukweu, označava nešto okruglo, a odnosi se na korijenje nekih biljaka koje su Indijanci koristili u prehrani. Iz istok korijena nastala je i riječ tuckahoe, u značenju stanovnika donje Virginije, siromašne zemlje u tom dijelu države, i u nekim dijelovima Juga, siromašnog bijelca/, pleme američkih Indijanaca porodice Algonquian koje je živjelo duž rijeke Sassafras u današnjim okruzima Cecil i Kent u američkoj državi Maryland. Njihovo glavno selo koje se također zvalo Tocwogh nalazilo se na rijeci Chester u okrugu Queen Anne. Populacija im je prema Jamesu Mooneyu, uključujući pleme Ozinies, iznosila 700; John Smith (1608) kaže da su imali 100 ratnika. 
Bili su članovi plemenskog saveza Nanticoke (Swanton), dok Hodge kaže da su u vrijeme Johna Smiths (1608) bili saveznici Conestoga. Ostali nazici: Tockwaghs, Tockwhoghs, Tockwocks, Tockwoghes, Tocwoys, Toghwocks.

## Vanjske poveznice
- A History of Colchester Farm  Arhivirana inačica izvorne stranice od 20. prosinca 2008. (Wayback Machine)